# Talal Asad
Talal Asad (Medina, 1932) é um antropólogo cultural que atua no Centro de Pós-Graduação da Universidade da Cidade de Nova Iorque. Fez contribuições teóricas para o pós-colonialismo, o cristianismo, o islamismo, os estudos rituais e para uma Antropologia do secularismo.

## Vida
Asad nasceu em abril de 1932 em Medina, Arábia Saudita, filho do diplomata, escritor e reformador austríaco Muhammad Asad, um judeu que se converteu ao Islã em seus 20 anos e de mãe muçulmana da Arábia Saudita, Munira Hussein Al Shammari. Cresceu na Índia e no Paquistão antes de mudar-se para o Reino Unido.
Asad se formou na Universidade de Edimburgo com um diploma de graduação em 1959 e na Universidade de Oxford com um diploma de Bacharel em Letras e, em 1968, um doutorado em Filosofia. Trabalhou na Universidade de Cartum e na Universidade de Hull antes de se mudar para os Estados Unidos em 1989. Atuou como professor de Antropologia na New School for Social Research e, em seguida, na Universidade Johns Hopkins. Mais tarde, tornou-se professor de Antropologia no Graduate Center da Universidade da Cidade de Nova Iorque. 

## Realizações
Sua tese, baseada em trabalho de campo conduzido no Sudão, onde permaneceu por cinco anos, inclusive lecionando na Universidade de Khartoum, entre 1961-1966, foi publicada com o título de The Kababish Arabs: Power, Authority, and Consent in a Nomadic Tribe.
Sua pesquisa de longo prazo diz respeito à transformação da lei religiosa (sharia) no Egito dos séculos XIX e XX, com referência especial a argumentos sobre o que constitui uma reforma secular e progressiva. Nas últimas décadas Asad tem se dedicado a tratar da categoria de religião, de suas conexões com a política e o poder, do secularismo e do secular..

## Escritos
Livros
- The Kababish Arabs: Power, Authority, and Consent in a Nomadic Tribe. Praeger Publishers, 1970. ISBN  0-900966-21-1
- Anthropology & the Colonial Encounter. Ithaca Press, 1973. ISBN  0-903729-00-8
- (com R. Owen). The Middle East. Palgrave Macmillan, 1983. ISBN 978-0333336182
- The Idea of an Anthropology of Islam. Center for Contemporary Arab Studies, Georgetown University, 1986. ISBN 9789991289526
- Genealogies of Religion: Discipline and Reasons of Power in Christianity and Islam. Johns Hopkins University Press, 1993. ISBN  0-8018-4632-3
- Formations of the Secular: Christianity, Islam, Modernity. Johns Hopkins University Press, 2003. ISBN  0-8018-4632-3
- On Suicide Bombing. Columbia University Press, 2007. ISBN  978-0-231-14152-9
- (com Wendy Brown, Judith Butler e Saba Mahmood) Is Critique Secular?: Blasphemy, Injury, and Free Speech. Fordham University Press; 2nd Revised ed, 2013. ISBN 978-0823251698.
- Secular Translations: Nation-State, Modern Self, and Calculative Reason. Columbia University Press, 2018. ISBN 978-0231189873

Artigos e livros traduzidos para o português
- A construção da religião como uma categoria antropológica. Cadernos de Campo, São Paulo, n. 19, p. 263-284, 2010
- Reflexões sobre a crueldade e tortura. Revista Pensata, Guarulhos, v. 1, n. 1, p. 160-163, out. 2011.

- Pensando sobre tradição, religião e política no Egito contemporâneo. Política & Sociedade - revista de Sociologia Política, Florianópolis, v. 16. n. 36, p. 347 - 402, 2017.
- Introdução a "Anthropology and the Colonial Encounter". Ilha Revista de Antropologia, Florianópolis, v. 19, n. 2, p. 313-327, mar. 2018.
- Formações do Secular: Cristianismo, Islã, Modernidade. São Paulo: Ed.Unifesp, 2021. ISBN 978-6556321233